# Skiens prosteri

Prosterier i Agder og Telemarks stift. Det orangea området på kartan är Skiens prosteri.

Skiens prosteri (norska: Skien prosti) är ett kontrakt (prosteri, norska: prosti) i Agder og Telemarks stift inom Norska kyrkan. Kontraktet omfattar kommunerna Porsgrunn, Siljan och Skien i Telemark fylke i södra Norge.

## Socknar
Skiens prosteri består av tio socknar (norska: sokn eller sogn):
- Borgestads socken
- Eidangers socken
- Gimsøy og Nensets socken
- Gjerpens socken
- Gulset og Skotfoss socken
- Kilebygda og Solums socken
- Melums socken
- Porsgrunns socken
- Siljans socken
- Skiens socken